# Dildo Warheads
Dildo Warheads was een Vlaamse rockgroep met als thuisbasis Mechelen. De groep ontstond begin jaren 1990 na het uiteenvallen van de groep The Excessives, waar zanger Herman Hulsens en drummer Sven Coeck deel van uitmaakten.

## Geschiedenis
De groep ontstond eigenlijk als zijproject om op te kunnen treden op Schrikkelpop. In 1992 werden er diverse promo's opgenomen en die werden opgepikt door de Belgische tak van EMI, waar ze een contract kregen. In 1993 werd er een geheel album opgenomen, naast dat er eind 1992 ook al twee nummers waren opgenomen, het album werd samen met producers Bert Van Roy en Jan Van Bael geproduceerd. In 1994 verscheen het titelloze album met grafisch ontworpen hoes door Herman Houbrechts. In 1994 verscheen ook de eerste single van dat album, Scared. Het nummer wist de alternatieve hitlijst van Studio Brussel te komen, het kwam tot plek 4 in De Afrekening. De opvolgende single Whore wist ook die lijst te behalen net als vierde single Off The Hook, met zang van Kristine Verdonck, in 1995.
Ze speelde in het voorprogramma van Evil Superstars in 1994 en deden in 1995 een kleine solotoer door Oost-Europa, waar ze echter vrijwel onbekend waren. Daarna dook de brand terug in de studio voor de opnames van het tweede album, dat ook nu mede werd geproduceerd door Jan De Rijck. Het album verscheen in 1996 en kreeg de naam 2. De hoes werd ontworpen door Herman Houbrechts samen met Sven Coeck. Het album werd met een grote toer gepromoot, ze gaven meer dan zestig concerten, incluis het festival in Dour en een aantal concerten in Amerika, aan de oostkust van de VS. Het album 2 verscheen echter niet in de VS, mede wegens de naam van de band, aldus de bandleden in een interview in Humo.
Het echte succes voor de band blijft uit, in 1998 verschijnt nog de ep Soon I'll Be Waiting, die geproduceerd was door Greg Gordon en in 1999 nog een gelimiteerde single, wat bedoeld was als de voorloper van een nieuw album, maar dat album kwam er niet en de band hield eind 1999 op te bestaan. Diverse nummers verschenen op verzamelalbums, het nummer Scared verscheen in 2006 op het verzamelalbum Het beste uit de Belpop van 1994, van Studio Brussel.

## Bandleden
- Herman Hulsens: zang en basgitaar
- Christophe Coeck: gitaar
- Sven Coeck: drums

## Discografie

### Albums
- 1994: Dildo Warheads
- 1996: 2

### Ep's
- 1998 Soon I'll Be Waiting

### Singles
- 1994: Scared
- 1994: Whore
- 1995: Curve
- 1995: Off The Hook
- 1996: Saturday
- 1996: Devil in Your Hand
- 1996: Now
- 1999: Such A Babe